# Infanta (Pangasinan)
Infanta è una municipalità di quarta classe delle Filippine, situata nella Provincia di Pangasinan, nella regione di Ilocos.
Infanta è formata da 13 baranggay:
- Babuyan
- Bamban
- Batang
- Bayambang
- Cato
- Doliman
- Fatima
- Maya
- Nangalisan
- Nayom
- Pita
- Poblacion
- Potol